# Leandro da Piedade
Leandro da Piedade, O.A.D. (Lisboa, 14 de novembro de 1688 – São Tomé, 1740), nascido Leandro Vieira Garcia, também conhecido como Frei Leandro de Santo Agostinho da Piedade, foi um frei agostiniano descalço e prelado português da Igreja Católica, que foi bispo de São Tomé.

## Biografia
Era natural de Lisboa, filho de Manuel Vieira Garcia e de sua esposa, Clara Maria de Santo António, com nome de Leandro Vieira Garcia. Fez sua profissão solene na Província de Portugal em 18 de setembro de 1706 no Convento de Nossa Senhora da Conceição do Monte Olivete, quando mudou seu nome para Leandro da Piedade, recebeu as ordens menores em 16 de setembro de 1712, o subdiaconato em 17 de setembro, o diaconato em 27 de dezembro e a ordenação presbiteral em 31 de dezembro de 1712.
Era lente, foi prior do Mosteiro de Santarém e presidente do Capítulo Geral de sua ordem em 1727.
Foi proposto para bispo de São Tomé em 21 de julho de 1738, sendo seu nome aprovado pelo Papa Clemente XII em consistório de 2 de setembro do mesmo ano. Recebeu a ordenação episcopal em 25 de janeiro de 1739, na Sé de Lisboa, do Cardeal-Patriarca Dom Tomás de Almeida, coadjuvado por Dom Manuel da Cruz Nogueira, O. Cist., bispo de São Luís do Maranhão e por Dom  Luís de Santa Teresa da Cruz Salgado de Castilho, O.C.D., bispo de Olinda.
Morreu pouco tempo depois de chegar nas Ilhas, em 1740.